# Gian Gastone de’ Medici

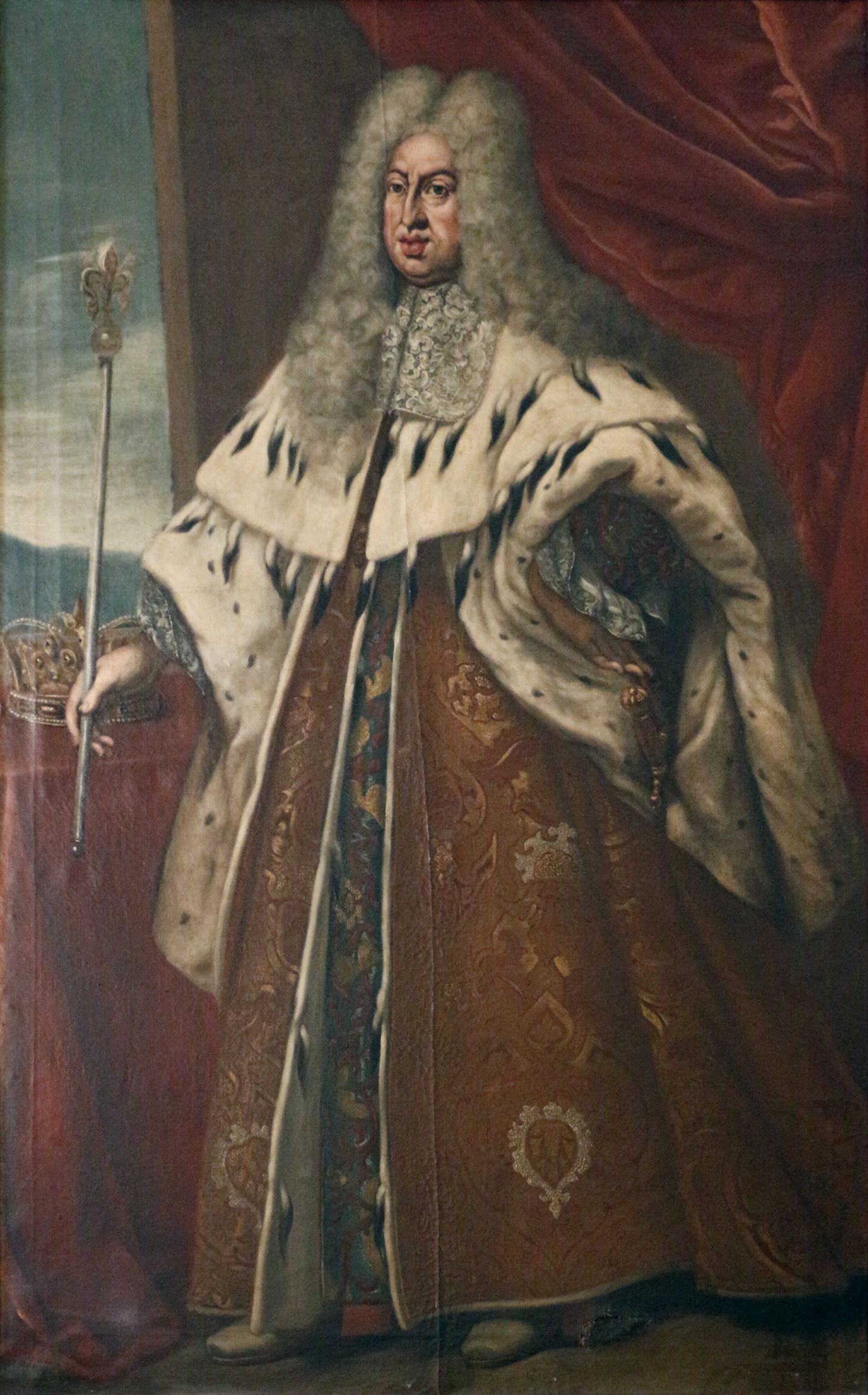
Gian Gastone, Großherzog von Toskana

Gian Gastone de’ Medici (* 24. April 1671; † 9. Juli 1737 in Florenz) war der letzte Großherzog der Toskana aus dem Haus Medici. Er regierte von 1723 bis 1737 und war das letzte männliche Mitglied der auf dem Thron nachgefolgten jüngeren Linie der Familie. Mit ihm erlosch die regierende Dynastie der Medici im Mannesstamm.

## Leben

### Jugend
Gian Gastone war der jüngere Sohn von Cosimo III. de’ Medici und der Marguerite Louise d’Orléans. Den Namen Gastone erhielt er zu Ehren seines mütterlichen Großvaters Gaston d’Orléans, der ein Bruder König Ludwigs XIII. von Frankreich war. Da seine Eltern sich trennten, als er erst vier Jahre alt war, und die Mutter zurück nach Frankreich zog, wurden er und seine Geschwister von der Großmutter Vittoria della Rovere aufgezogen. Diese engagierte als Erzieher den Kardinal Hieronymus Noris. Die intellektuellen Interessen und Sprachkenntnisse Gian Gastones brachten ihm die Verachtung seines frömmelnden Vaters ein, der ihn auf eine knapp bemessene Apanage setzte und ihm auch die Mitgift für eine Heirat mit der portugiesischen Königstochter Isabel Luísa verweigerte. Die vom Vater stattdessen betriebene Erhebung zum Kardinal scheiterte am Widerstand Spaniens, das ein Übergewicht französischer Interessenvertreter im Konklave befürchtete.

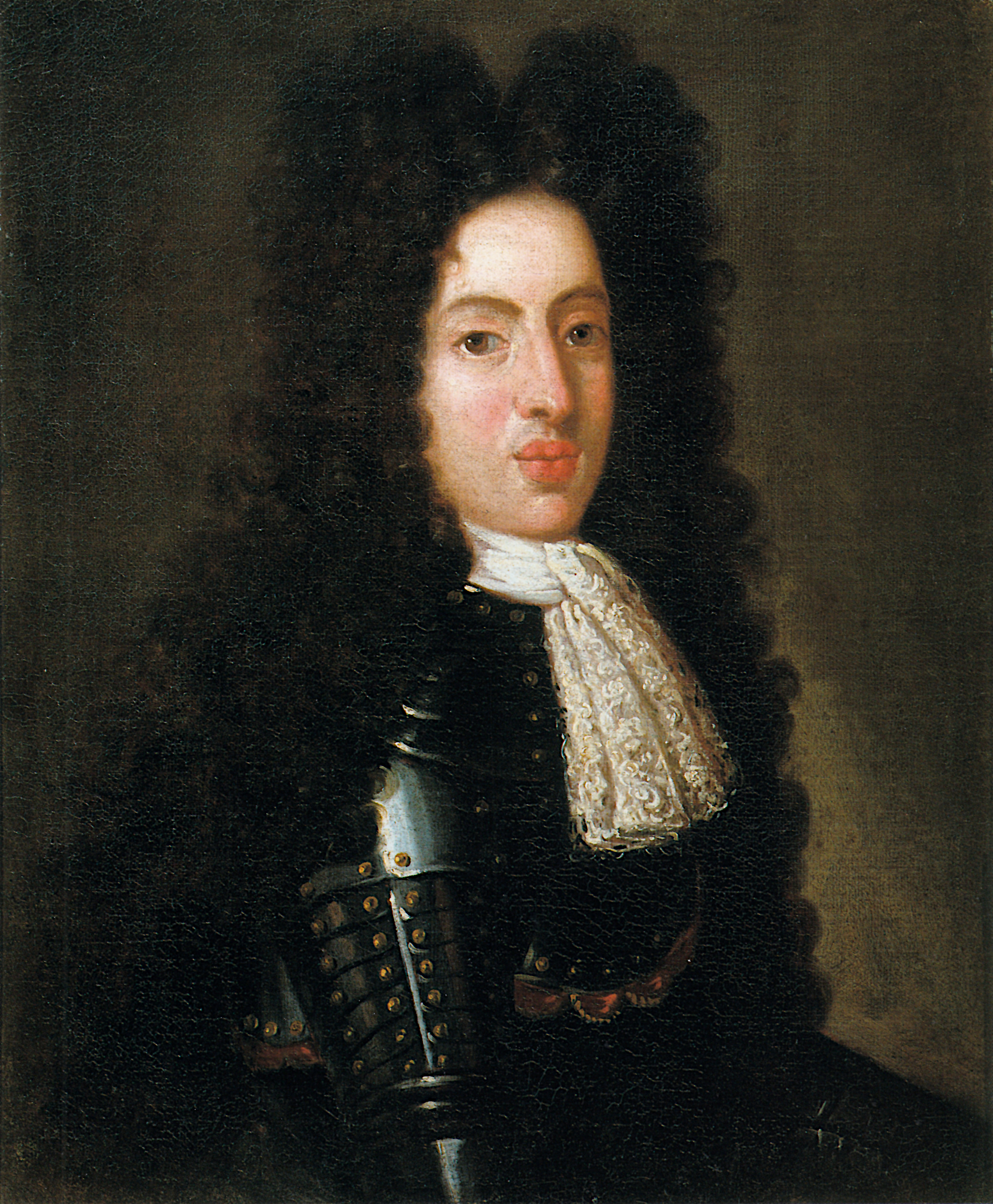
Gian Gastone als junger Mann (nach Niccolò Cassana, 1690)

Gian Gastone, der früh unter Depressionen litt, wurde 1697 mit Anna Maria Franziska von Sachsen-Lauenburg verheiratet, der Witwe eines deutschen Fürsten. Die Hochzeit fand am Hofe seines Schwagers, des pfälzischen Kurfürsten Johann Wilhelm, und seiner Schwester Anna Maria Luisa de’ Medici in Düsseldorf statt. Mit seiner Frau lebte er dann zuerst in Reichstadt in Böhmen sowie auf dem Sommersitz Schloss Ploskovice. Seine Gattin, die es vorgezogen hätte, Witwe zu bleiben und die als ungebildet, bäuerlich und jähzornig galt, soll ihn in den Alkoholismus getrieben haben. Gesprächsstoff lieferten auch seine Depressionen und seine Homosexualität. Von seiner Gattin und der böhmischen Umgebung angewidert, zog er schon im nächsten Jahr nach Frankreich. Auf Geheiß seines Vaters kehrte er noch einmal zu ihr zurück, trennte sich dann aber endgültig von ihr. Die Ehe blieb kinderlos. Er ging nach Prag, wo ein zügelloses Leben (Spielschulden, Liebhaber etc.) seinem Ruf weiter schadete. Im Herbst 1703 setzte er sich für einige Monate nach Hamburg ab. Als er 1708 auf Befehl des Vaters nach Florenz zurückkehrte, weigerte sich seine Frau, ihm zu folgen. Er hielt sich dort fern vom Hof und verfiel mehr und mehr in Apathie.
Weil sein älterer Bruder Ferdinando bereits 1713, vor dem Vater, kinderlos an Syphilis gestorben war, wurde Gian Gastone Thronerbe. Mangels männlicher Erben ließ der Vater im Senat eine Nachfolgeregelung beschließen, wonach künftig auf Gian Gastone seine Schwester Anna Maria Luisa von der Pfalz folgen sollte, die nach dem Tod ihres Mannes 1717 nach Florenz zurückkehrte. Frankreich und England billigten die Nachfolgeregelung, Österreich aber widersetzte sich. Zusammen mit Spanien und den Generalstaaten verständigten sich die Großmächte daraufhin 1718 auf den späteren König Karl III. von Spanien als Nachfolger; Anna Marias Ansprüche wurden ignoriert.

### Regierungszeit
Als Gian Gastone 1723 im Alter von 52 Jahren die Regierung übernahm, herrschte er über ein Großherzogtum im Abstieg. Die Staatskasse war leer, die Wirtschaft der Städte lag darnieder und Bettler bestimmten das Straßenbild. Er begann mit den dringend erforderlichen Reformen, erleichterte die Steuerlast der Armen, setzte antisemitische Gesetze (u. a. Taufprämien) außer Kraft, verordnete das Ende öffentlicher Hinrichtungen und ließ Gefangene frei. Er entließ die korrupten Kleriker, die bis dahin die Regierung beherrscht hatten, und ließ es wieder zu, dass die Lehren Galileo Galileis an der Universität Pisa disputiert werden durften; immerhin hatte sein Großvater Ferdinando II. zu dessen Förderern gehört. Hofstaat und Volk begrüßten Gian Gastones Regierungsantritt, weil er die düstere Bigotterie, die das Land unter seinem Vater beherrscht hatte, beendete und Hofbälle und Volksfeste wieder zuließ.

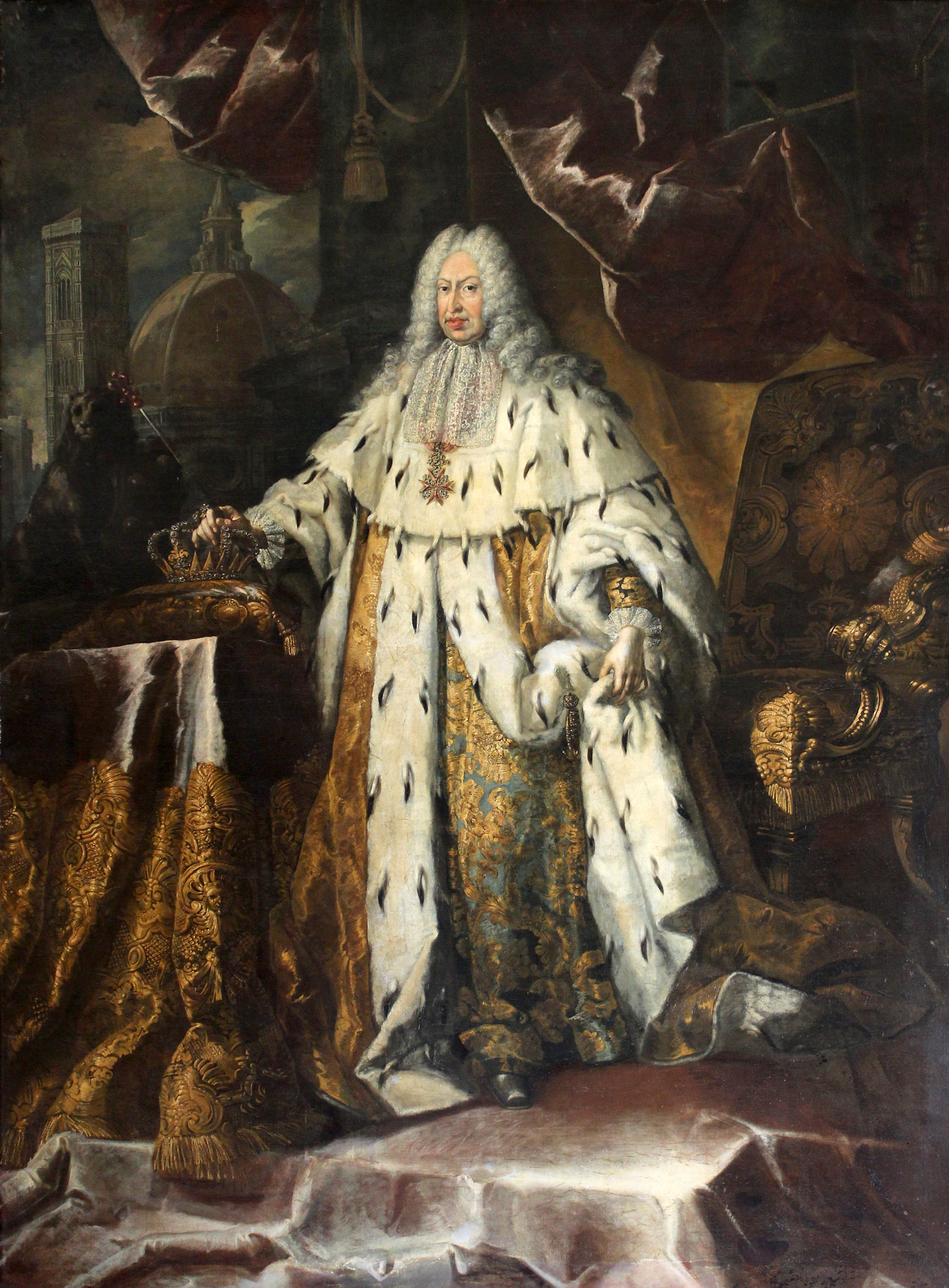
Staatsporträt Gian Gastones aus seinem Todesjahr 1737

Allerdings verfiel er bald wieder in Trägheit, und seine weithin bekannte homosexuelle Neigung führte weiter zu politischen Spekulationen über das erbenlose Ende der Medici-Herrschaft. Er hatte zudem ein schlechtes Verhältnis zu seiner Schwester, der er seine unglückliche Verheiratung verübelte, unterhielt aber engen Kontakt mit seiner verwitweten Schwägerin Violante Beatrix von Bayern, die an die Spitze des Hofes trat und viele Pflichten für ihn übernahm. Gian Gastone lebte im Palazzo Pitti fast nur noch in seinem Schlafgemach, das von Besuchern als ungelüftet und verschmutzt beschrieben wurde. Sein vertrauter Kammerdiener Giuliano Dami versorgte ihn dort mit dem Besuch junger Männer, die der Hof als Ruspanti bezeichnete; Dami verkaufte jedoch auch auf eigene Rechnung Audienzen mit dem Monarchen. 1729 trat dieser zum letzten Mal öffentlich auf, schwer vom Alkoholismus gezeichnet. Violante Beatrix starb zur großen Trauer Gian Gastones 1731 und seine Schwester nahm ihre Stellung an der Spitze des Hofes ein.
Die Großmächte waren sich über die Toskanische Frage weiter uneins, die spanisch-bourbonische Nachfolge stieß auf den Widerstand Österreichs. Gian Gastone selbst ging dazu über, das Privatvermögen des Hauses Medici und das Staatsvermögen separieren zu lassen, damit seine Schwester zumindest ersteres erben konnte. Im März 1732 kam Karl von Spanien, inzwischen Herzog im benachbarten Parma, mit 30.000 Soldaten „zu Besuch“ in die Toskana. Gian Gastone ernannte ihn zum Thronfolger. 1737, im Todesjahr Gian Gastones, besetzten österreichische Truppen das Land. Nach seinem Tod am 9. Juli wurde er in der Basilica di San Lorenzo beigesetzt. Das Volk betrauerte ihn wegen seiner Reformen.
Der Polnische Thronfolgekrieg 1733–38, hauptsächlich zwischen den französischen und spanischen Bourbonen einerseits und den Habsburgern andererseits ausgetragen, führte erst nach Gian Gastones Tod durch den Frieden von Wien 1738 zu einer neuen Nachfolgeregelung. Karl von Spanien trat die Herzogtümer Parma und Toskana an den Schwiegersohn des Kaisers, Franz Stephan von Lothringen, ab, den Ehemann Maria Theresias und späteren Kaiser Franz I., und erhielt im Gegenzug die Königreiche Neapel und Sizilien. Die Toskana wurde dadurch Teil des Herrschaftsbereichs der Habsburger, so wie Franz Stephans ererbtes Herzogtum Lothringen im Gegenzug Teil Frankreichs wurde. Charles de Brosses schrieb 1739: „Die Toskaner würden zwei Drittel ihrer Habe dafür hergeben, die Medici wieder zurückzukriegen, und das restliche Drittel dafür, die Lothringer loszuwerden.“
Nach Gian Gastones Tod 1737 wurde der Privatbesitz des Hauses Medici durch einen „Familienpakt“ vom 31. Oktober 1737 aufgeteilt; seine Schwester Anna Maria Luisa, verwitwete Kurfürstin von der Pfalz, erhielt den Palazzo Pitti, die Kunstsammlungen der Uffizien sowie die Stadtpaläste (ein gewaltiges Erbe, das sie 1743 der Stadt Florenz vermachte, die es bis heute besitzt) und der neue toskanische Großherzog Franz von Lothringen erhielt u. a. die verbliebenen Medici-Villen auf dem Land.